# Gelangkulon
Gelangkulon is een bestuurslaag in het regentschap Ponorogo van de provincie Oost-Java, Indonesië. Gelangkulon telt 3441 inwoners (volkstelling 2010).